# Cleistanthus coriaceus
Cleistanthus coriaceus är en emblikaväxtart som beskrevs av Airy Shaw. Cleistanthus coriaceus ingår i släktet Cleistanthus och familjen emblikaväxter. Inga underarter finns listade i Catalogue of Life.